# Mimerskolan

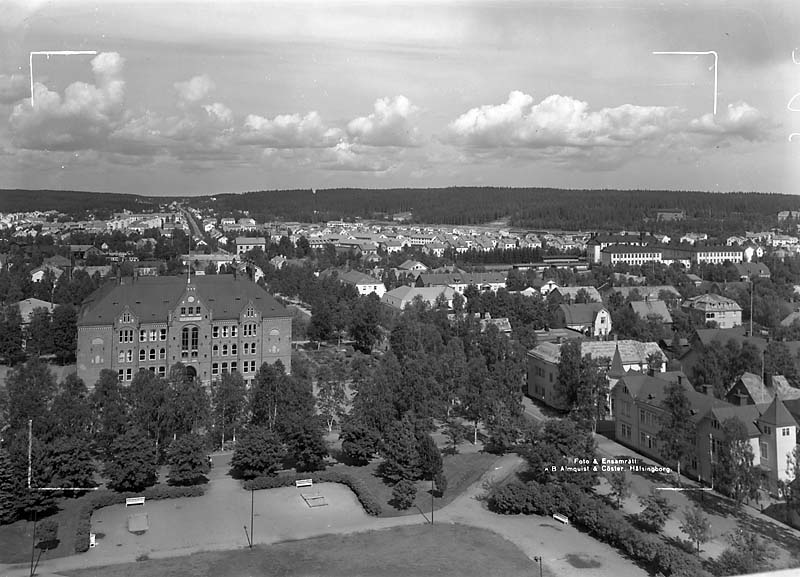
Mimerskolan vid Östra kyrkogatan (1940-tal).

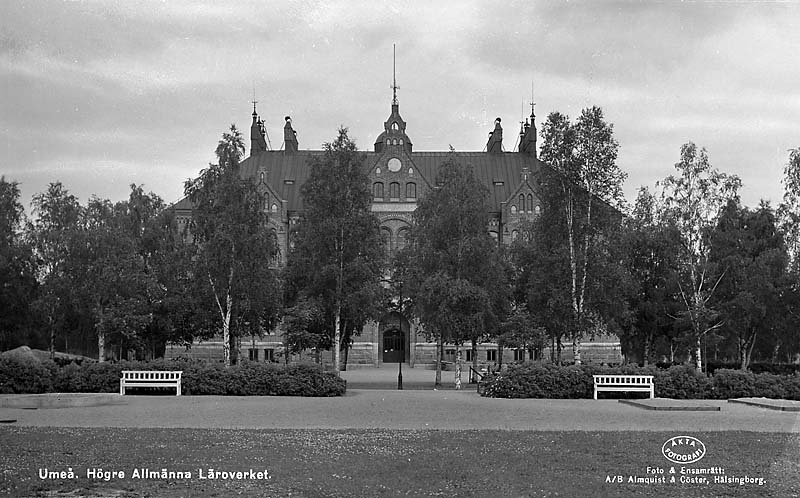
Umeå högre allmänna läroverk, sett från Vänortsparken (1940-tal).

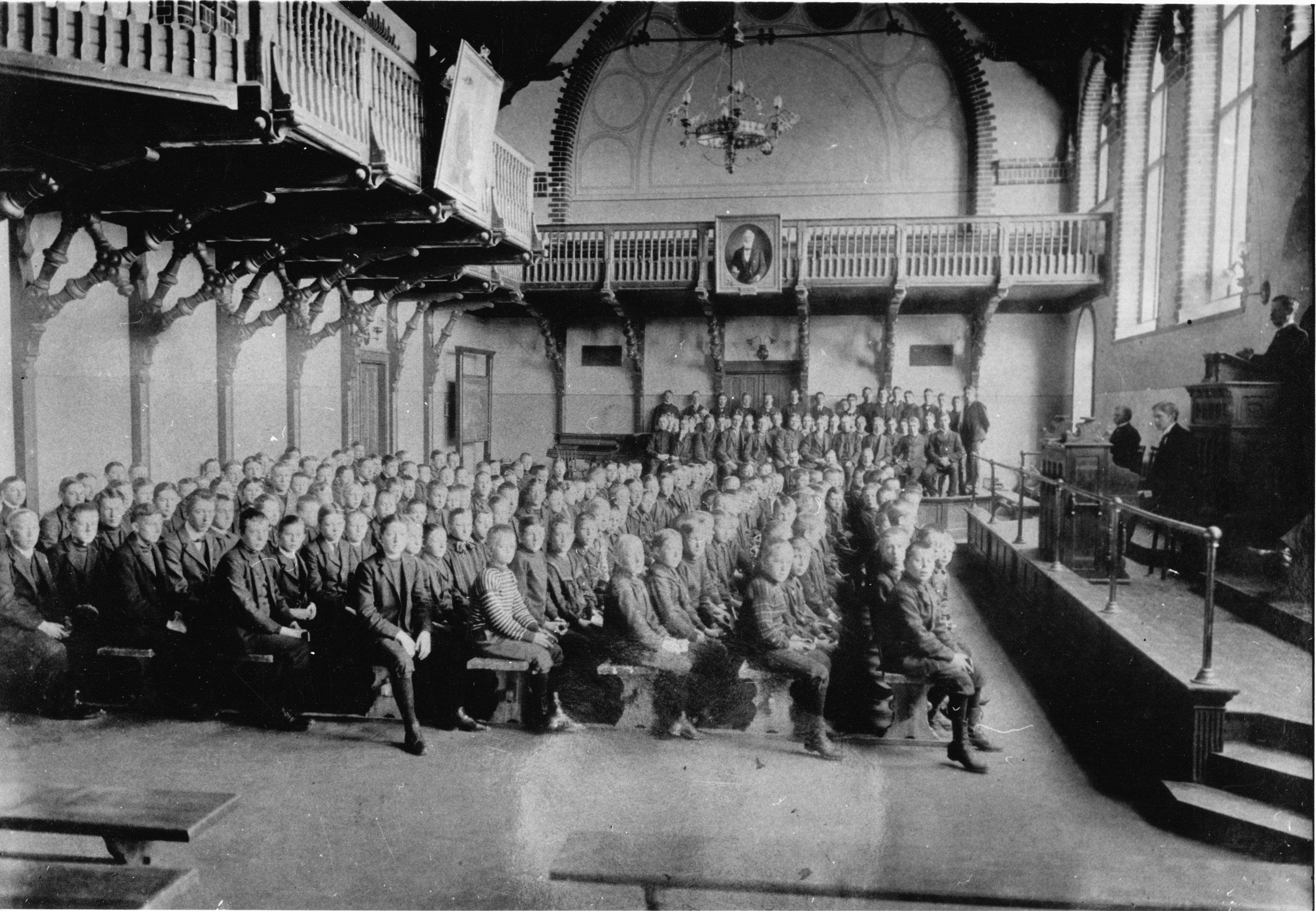
Morgonandakt i läroverkets aula (1910).

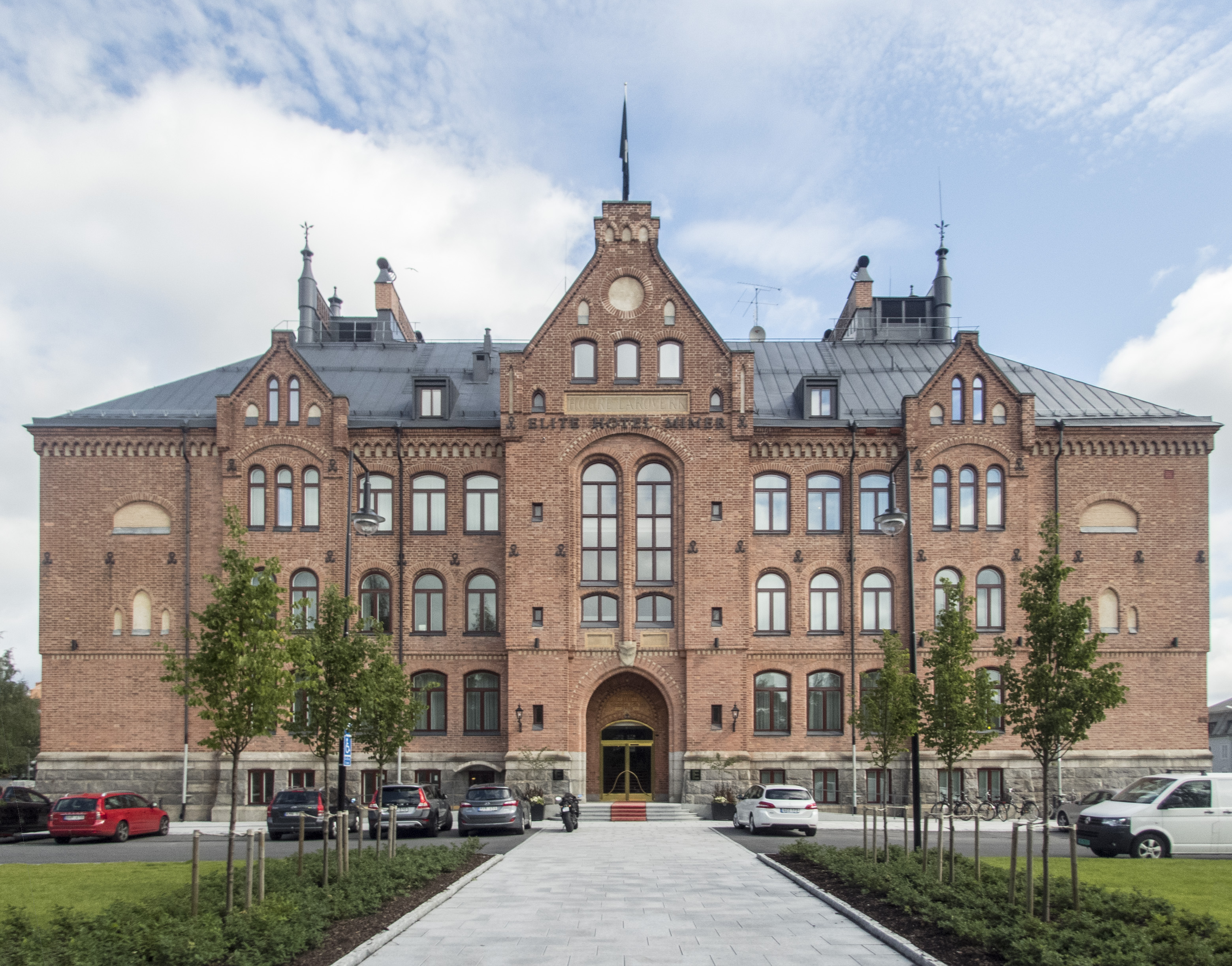
Mimerskolan omvandlat till hotell, 2016

Mimerskolan på Skolgatan 75 i kvarteret Mimer är ett av de största stenhusen i centrala Umeå, ursprungligen invigt år 1900 för att hysa stadens läroverk, Umeå högre allmänna läroverk.
Långt innan stadsbranden 1888 fanns planer på ett nytt läroverk, men de hade försenats av kostnadsskäl. Efter branden stod läroverket utan lokaler.
Läroverkets dåvarande rektor Johan Johansson gav stadsarkitekt Fredrik Olaus Lindström i uppdrag att ta fram skisser  på ett nytt läroverk, men då frågan aktualiserades på allvar anförtroddes det nya läroverkets utformning åt arkitekten och byggnadsingenjören Johan Nordqvist i Stockholm, som tidigare ritat folkskollärarinneseminariets byggnad (som idag hyser Hovrätten för Övre Norrland). Nordqvist presenterade sina ritningar 1892. Det kom dock att dröja åtta år innan de kunde förverkligas.

## Arkitekturen
Resultatet blev en trevånings skolbyggnad i nygotisk stil, byggd i rödbrunt tegel från Sofiehems tegelbruk på en hög sockel av granit. Fasaden mot söder har ett mittparti med många stora fönster, inramat av breda släta murpartier, som ger ljus till trapphuset innanför. Klassrummen har byggts med fönster mot öster och väster, aulan mot norr. Precis som vid byggandet av rådhuset (1889–1890) och stadskyrkan (1892–1894) tvingades man här av ekonomiska skäl att göra avkall på kvaliteten på vissa byggnadsmaterial; så ersattes till exempel ritningens skiffertak av ett tak av plåt.
Till skolan hörde också den gymnastiksal, ritad av stadsarkitekt Lindström, som invigdes redan 1892, snett över gatan. Gymnastikhuset blev mycket uppmärksammat, och byggnaden och dess inredning presenterades till och med med planer och fotografier på världsutställningen i Chicago 1893, som exempel på en modern svensk gymnastikbyggnad. Efter många års varierad användning renoverades Gymnastiken i början av 2020-talet och återuppstod hösten 2023 – med Umeå studentkår som hyresgäst – som Västra paviljongen med restaurang och kulturscen.
Huvudbyggnaden har senare i två etapper, 1922 och 1935, byggts ut med två flyglar mot norr. På den skuggiga bakgården gavs 1997 plats för ännu en tillbyggnad, ett bibliotek med helglasade väggar mot Skolgatan.

## Skolverksamhet
Några av de mer kända studenterna de första åren var Nils Ahnlund, utexaminerad 1908 och sedermera historieprofessor och ledamot av Svenska Akademien, och Nils Gustav Rosén, student 1926 och senare generaldirektör för Skolöverstyrelsen 1947–1964 och därefter universitetskansler.
Med ökande barnkullar från 1940-talet och större elevtillströmning behövdes mer plats för studenterna än vad Mimerskolan kunde erbjuda. Våren 1957 var sista tillfället för studentexamen i kvarteret Mimer. Från hösten 1957 kunde drygt 1000 läroverkselever rymmas i nybyggda lokaler någon kilometer österut (som när läroverken avskaffades 1968 bytte namn till Östra gymnasiet, därefter (2012) till Fridhemsgymnasiet, och från 2019 Maja Beskowskolan).
Sedan läroverkseleverna lämnat byggnaden övertogs lokalerna till stor del av Umeå flickskola. När denna 1967 lades ned och omvandlades till grundskola för årskurs 7–9 flyttade även de grundskoleklasser som under 1960-talets första år huserat på Fridhem "tillbaka" till Mimerskolan.
Mimerskolan har därefter främst använts som högstadieskola, från tidigt 1980-tal till 2002 som gymnasieskola (Centrala gymnasiet) och åren 1992–2009 för kommunal vuxenutbildning (Komvux). Under ombyggnationer av Dragonskolan 2009–2011 evakuerades hundratals gymnasister till Mimerskolan.

## Senare användning
År 2008 lade fastighetsbolaget Lerstenen fram förslaget att bygga om skolan till hotell- och restaurangverksamhet för kedjan Elite Hotels. Förslaget blev mycket omdiskuterat, och inte minst Föreningen för byggnadskultur hade invändningar. Kommunen lät då göra en kulturmiljöstudie (en reviderad version av tidigare miljökonsekvensbeskrivning) som var färdig 2012, för att säkra att byggnaden – som inte är något byggnadsminne – varken får rivas eller förändras till karaktären. Tillsammans med bland annat Stadskyrkan och Vänortsparken utgör läroverksbyggnaden i en särskild värdekärna inom det så kallade "Riksintresset Umeå centrum".
Först 2014 sålde Umeå kommun fastigheten till Lerstenen, för 60 miljoner kronor. Det nya hotellet öppnades i april 2016.

## Mer läsning
- Fordell, Lassi (2003). ”Från Läroverk till Mimerskolan”. Oknytt 2003(24):3-4,:  sid. [74]–82. 0349-1706. ISSN 0349-1706. Libris 9408538